# 土井利益
土井利益（日语：／ Doi Toshimasu，1650年—1713年7月17日）是日本江戶時代前期至中期的譜代大名，最初為常陸下妻藩主，其後先後擔任下總古河藩主、志摩鳥羽藩主，並且是肥前唐津藩土井氏首任藩主。利益是土井家宗家第5代。

## 生涯

### 家督繼承
利益是古河藩第2代藩主土井利隆的次子。萬治元年（1658年）9月7日，利隆將家督之位讓給利益的兄長土井利重，其兄分封常陸和下總境內總共1萬石領地給利益，他因此成為下妻藩主。其後，無子的利重死去，利益與其弟土井利久成為宗家家督的候選人，但由於在江戶本所擁有屋敷的利益，曾經身穿華麗服飾夜夜在江戶街道昂首闊步，甚至被當時風評形容為「在深夜於街上行走的可能是狗或盜賊，怎料是本所的土井周防」（夜中歩行は犬か盗人か思ば本所の土井周防），因此最終決定由利久繼承家督。
延寶3年（1675年）閏4月29日，年僅10歲的利久死去，古河土井家因無子要絕後。然而，德川幕府第4代將軍德川家綱念於土井氏家祖土井利勝的功績，特許作為分家的利益繼承宗家。在5月晦日，利益成為古河藩第5代藩主，領7萬石，其中包括本身領有的下妻1萬石以及古河6萬石。延寶5年（1677年），利益在古河城南端的立崎曲輪，興建賴政神社來保佑古河城，此神社是祭祀平安時代武將源三位賴政。
由於原本古河藩的知行有10萬石，利益卻只能領到6萬石，因此他解僱75名家臣，而在未被解僱的家臣中，領有1000石以上的則減少4成石高，其他則減少兩成石高。然而，在利益分家時期的家臣和家老卻反而獲增封。這是因為在利益兄長和弟弟擔任家督期間，古河藩土井家的重臣將藩主當成傀儡操控藩政，尤其是原本在第4任藩主理應由利益繼任的情況下，反而擁立其弟，利益因此向其報復，他向宗家的家臣說道：「自己雖然被稱為養子，但實際上卻是土井利勝的親孫，我成為藩主全因德川將軍家的恩惠，你們這群重臣對我毫無恩義，不服從於我管治之下的人就會被趕離藩並向其發出奉公構的制裁。」（自らは養子とはいえ利勝公の実孫であり、藩主になれたのは徳川将軍家のお陰であり重臣らに恩義は受けておらず、自分の藩政に従えない者は藩から追放して奉公構とする）。

### 轉封
天和元年（1681年）2月25日，利益被轉封至志摩鳥羽7万石。在鳥羽管理期間，利益花重禮聘請有很高學問，出身於近江國蒲生郡小口村的奧東江，他其後跟隨利益去到轉封地唐津藩繼續效力。元祿4年（1691年）2月9日，利益轉封至肥前唐津7萬石。

### 與奧東江相遇
唐津藩身兼長崎見廻役的，亦是幕府治世的重要據點。利益將奧東江的學問活用於政務和士兵和民眾的教育中，他熱心於教育，在江戶藩邸廣邀當時著名的儒家學者，並與家臣一同聽講，甚至是將儒家學者招為家臣並接受其指導。東江曾經因為擔心母親的健康而請辭，但利益允許其每年均可以探望其母來挽留他。在唐津，東江曾經擔任郡奉行和長崎勤番等職務，將其學問與見識運用於政策中，施行善政，受到領民的尊敬。利益亦非常信任他，在他剛剛成為家臣時便賜其500石，升任為家老，並負責養育長男土井利實。其後，東江奉命留在江戶藩邸，但由於其母病重而回鄉探望，最終能夠送別其母。然而，東江在返回唐津前卻病死，臨死前朝江戶的方向一邊流淚一邊拜謝利益對他的恩情。
正德3年（1713年）閏5月25日，利益去世，享年64歲。家督由利實繼承。

### 注解
1. ↑  『他言無用伝聞記』